# Messalina Venere imperatrice
Messalina Venere imperatrice è un film del 1960 diretto da Vittorio Cottafavi.

## Produzione
Gli interni vennero girati negli stabilimenti di Cinecittà. Tra gli esterni si identificano: le cascate di Monte Gelato, luogo della battaglia tra i pretoriani e i soldati di Claudio; nelle scalinate del palazzo della Civiltà Italiana, a Roma, sono state girate diverse scene.
Duccio Tessari partecipò in qualità di aiuto regista.

## Censura
La revisione di commissione impose il taglio di due scene: la scena nella quale appare Messalina che esce nuda dal bagno (dietro il sipario di velo) e la scena nella quale Messalina, avvolta nel lenzuolo, nel quale si asciuga, apre il lenzuolo ed abbraccia Lucio. Nonostante il taglio di queste due scene, la visione del film venne vietata ai minori di 16 anni.
La prima scena summenzionata è comunque presente nelle edizioni distribuite home-video.

## Distribuzione
Venne distribuito a partire dal 12 marzo 1960.

### Accoglienza
Il film incassò 317 milioni di lire.

## Critica
(Alberto Albertazzi, Intermezzo, 5-6, 31 marzo 1960)